# Пам'ятки історії Кам'янець-Подільського району
У Кам'янець-Подільському районі Хмельницької області згідно з даними управління культури, туризму і курортів Хмельницької облдержадміністрації перебуває 118 пам'яток історії. 113 з них увічнюють пам'ять радянських воїнів у радянсько-німецькій війни, одна з пам'яток, у с. Вербка, увічнює також пам'ять жертв політичних репресій та голодомору.
| № пп | Охорон. номер | Найменування                                                                                                | Місцезнаходження                            | Рік встановлення        | Автор                                                            |
| ---- | ------------- | --- | ------------------------------------------- | ----------------------- | ---------------------------------------------------------------- |
| 1    | 687           | Пам'ятний знак на честь воїнів-односельчан                                                                  | с. Абрикосівка                              | 1965                    | місцеві майстри                                                  |
| 2    | 688           | Пам'ятний знак на честь воїнів-односельчан                                                                  | с. Адамівка                                 | 1965                    | Львівська КСФ                                                    |
| 3    | 689           | Пам'ятний знак на честь воїнів-односельчан                                                                  | с. Бабшин                                   | 1965                    | місцеві майстри                                                  |
| 4    | 690           | Пам'ятний знак на честь воїнів-односельчан                                                                  | с. Баговиця                                 | 1965 заміна ?           | місцеві майстри                                                  |
| 5    | 691           | Пам'ятний знак на честь воїнів-односельчан                                                                  | с. Велика Слобідка                          | 1965                    | місцеві майстри                                                  |
| 6    | 670           | Меморіальний комплекс: Братська могила радянських воїнів, Пам'ятний знак на честь воїнів-односельчан        | с. Великозалісся                            | 1950 1955               | Львівська КСФ                                                    |
| 7    | 692           | Пам'ятний знак на честь воїнів-односельчан, жертв політичних репресій та голодомору                         | с. Вербка                                   | 1969 реконструкція ?    | Львівська КСФ                                                    |
| 8    | 693           | Пам'ятний знак на честь воїнів-односельчан                                                                  | с. Вихватнівці                              | 1965                    | місцеві майстри                                                  |
| 9    | 2092          | Пам'ятний знак на честь воїнів-односельчан                                                                  | с. Вільне                                   | 1984                    | місцеві майстри                                                  |
| 10   | 694           | Пам'ятний знак на честь воїнів-односельчан                                                                  | с. Вітківці                                 | 1964                    | місцеві майстри                                                  |
| 11   | 695           | Пам'ятний знак на честь воїнів-односельчан                                                                  | с. Врублівці                                | 1967                    | Львівська КСФ                                                    |
| 12   | 671           | Меморіальний комплекс: Братська могила радянських воїнів, Пам'ятний знак на честь воїнів-односельчан        | с. Гаврилівці                               | 1956                    | Львівська КСФ                                                    |
| 13   | 667           | Пам'ятний знак екіпажу літака, який повторив подвиг М.Гастелло                                              | с. Гаврилівці                               | 1980                    | місцеві майстри                                                  |
| 14   | 684           | Братська могила радянських воїнів                                                                           | с. Голосків                                 | 1977                    | Львівська КСФ                                                    |
| 15   | 697           | Пам'ятний знак на честь воїнів-односельчан                                                                  | с. Гораївка                                 | 1967                    | місцеві майстри                                                  |
| 16   | 672           | Братська могила радянських воїнів                                                                           | с. Гринчук кладовище                        | 1965                    | місцеві майстри                                                  |
| 17   | 698           | Пам'ятний знак на честь воїнів-односельчан                                                                  | с. Гринчук                                  | 1965                    | місцеві майстри                                                  |
| 18   | 718           | Пам'ятник трудової діяльності демонтований                                                                  | с. Гринчук                                  | 1984                    | ВТЗ                                                              |
| 19   | 699           | Пам'ятний знак на честь воїнів-односельчан                                                                  | с. Грушка                                   | 1965                    | місцеві майстри                                                  |
| 20   | 656           | Пам'ятник трудової діяльності демонтований                                                                  | с. Грушка                                   | 1968                    | -                                                                |
| 21   | 700           | Пам'ятний знак на честь воїнів-односельчан                                                                  | с. Гуменці                                  | 1967                    | Львівська КСФ                                                    |
| 22   | 2265          | Пам'ятний знак на честь військо-вих частин, які визволяли село від німецько-фашистських загарбників         | с. Гуменці                                  | 1974                    | місцеві майстри                                                  |
| 23   | 673           | Братська могила жертв фашизму                                                                               | с. Демшин                                   | 1971 заміна 1985        | Львівська КСФ                                                    |
| 24   | 701           | Пам'ятний знак на честь воїнів-односельчан                                                                  | с. Демшин                                   | 1968                    | Львівська КСФ                                                    |
| 25   | 702           | Пам'ятний знак на честь воїнів-односельчан                                                                  | с. Дерев'яне                                | 1967                    | місцеві майстри                                                  |
| 26   | 703           | Пам'ятний знак на честь воїнів-односельчан                                                                  | с. Добровілля                               | 1965                    | Львівська КСФ                                                    |
| 27   | 675           | Пам'ятний знак на честь воїнів-односельчан                                                                  | с. Довжок                                   | 1953 заміна 1985        | Львівська КСФ                                                    |
| 28   | 674           | Братська могила радянських воїнів                                                                           | с. Довжок                                   | 1953                    | Львівська КСФ                                                    |
| 29   | 1748          | Пам'ятний знак на честь військових частин, які визволяли село від німецько-фашистських загарбників          | с. Довжок                                   | 1974                    | місцеві майстри                                                  |
| 30   | 704           | Пам'ятний знак на честь воїнів-односельчан                                                                  | с. Думанів                                  | 1965                    | місцеві майстри                                                  |
| 31   | 705           | Пам'ятний знак на честь воїнів-односельчан                                                                  | с. Жванець                                  | 1966                    | Львівська КСФ                                                    |
| 32   | 706           | Пам'ятний знак на честь воїнів-односельчан                                                                  | с. Завалля                                  | 1964 заміна ?           | місцеві майстри                                                  |
| 33   | 677           | Братська могила радянських воїнів                                                                           | с. Залісся Друге                            | 1954                    | Львівська КСФ                                                    |
| 34   | 707           | Пам'ятний знак на честь воїнів-односельчан                                                                  | с. Залісся Перше                            | 1965                    | місцеві майстри                                                  |
| 35   | 676           | Братська могила радянського воїна і односельчанина                                                          | с. Залісся Перше                            | 1955                    | Львівська КСФ                                                    |
| 36   | 2295          | Пам'ятний знак на честь військових частин                                                                   | с. Залісся Перше                            | 1985                    | місцеві майстри                                                  |
| 37   | 708           | Пам'ятний знак на честь воїнів-односельчан                                                                  | с. Збруч                                    | 1967                    | Львівська КСФ                                                    |
| 38   | 709           | Пам'ятний знак на честь воїнів-односельчан                                                                  | с. Кадиївці                                 | 1966                    | Львівська КСФ                                                    |
| 39   | 1751          | Пам'ятний знак на честь військових частин                                                                   | с. Кадиївці                                 | 1974                    | Косівська філія побутового комбінату Івано- Франківської області |
| 40   | 710           | Пам'ятний знак на честь воїнів-односельчан                                                                  | с. Калачківці                               | 1965 заміна ?           | місцеві майстри                                                  |
| 41   | 2096          | Пам'ятний знак на честь воїнів-односельчан                                                                  | с. Калиня                                   | 1967                    | Львівська КСФ                                                    |
| 42   | 711           | Пам'ятний знак на честь воїнів-односельчан                                                                  | с. Кам'янка                                 | 1967 заміна ?           | Львівська КСФ                                                    |
| 43   | 678           | Братська могила радянських воїнів                                                                           | с. Кам'янка                                 | 1968                    | Львівська КСФ                                                    |
| 44   | 1753          | Пам'ятний знак на честь військових частин                                                                   | с. Кам'янка                                 | 1974 заміна ?           | Косівська філія побутового комбінату Івано- Франківської області |
| 45   | 712           | Пам'ятний знак на честь воїнів-односельчан                                                                  | с. Каштанівка                               | 1965                    | місцеві майстри                                                  |
| 46   | 713           | Пам'ятний знак на честь воїнів-односельчан                                                                  | с. Китайгород                               | 1965 заміна 1985        | місцеві майстри ?                                                |
| 47   | 1755          | Пам'ятний знак на честь військових частин                                                                   | с. Китайгород                               | 1975                    | Косівська філія побутового комбінату Івано-Франківської області  |
| 48   | 714           | Пам'ятний знак на честь воїнів-односельчан                                                                  | с. Кізя                                     | 1963                    | Львівська КСФ                                                    |
| 49   | 2097          | Пам'ятний знак на честь воїнів-односельчан                                                                  | с. Кізя-Кудринецька                         | 1984                    | місцеві майстри                                                  |
| 50   | 715           | Пам'ятний знак на честь воїнів-односельчан                                                                  | с. Княгинин                                 | 1965                    | Львівська КСФ                                                    |
| 51   | 1756          | Пам'ятний знак на честь військових частин                                                                   | с. Княжпіль                                 | 1975                    | Косівська філія побутового комбінату Івано- Франківської області |
| 52   | 764           | Пам'ятний знак на честь військових частин                                                                   | с. Колибаївка                               | 1981                    | місцеві майстри, архітектор Коржевський                          |
| 53   | 716           | Пам'ятний знак на честь воїнів-односельчан                                                                  | с. Колодіївка                               | 1984                    | ?                                                                |
| 54   | 2099          | Пам'ятний знак на честь воїнів-односельчан                                                                  | с. Колубаївці                               | 1961 заміна 1991        | місцеві майстри                                                  |
| 55   | 764           | Пам'ятний знак на честь військових частин                                                                   | с. Колубаївці                               | 1981                    | місцеві майстри, архітектор Коржевський                          |
| 56   | 719           | Пам'ятний знак на честь воїнів-односельчан                                                                  | с. Крушанівка                               | 1966                    | Львівська КСФ                                                    |
| 57   | 720           | Пам'ятний знак на честь воїнів-односельчан                                                                  | с. Кудринці                                 | 1965 заміна ?           | місцеві майстри                                                  |
| 58   | 2266          | Братська могила радянських воїнів                                                                           | с. Кудринці кладовище                       | 1978                    | Алебастровий завод                                               |
| 59   | 779           | Могила учасників збройного повстання селян проти петлюрівців і білополяків                                  | с. Кульчіївці                               | 1921                    | місцеві майстри                                                  |
| 60   | 2267          | Пам'ятний знак на честь військових частин                                                                   | с. Ластівці                                 | 1975                    | місцеві майстри                                                  |
| 61   | 721           | Пам'ятний знак на честь воїнів-односельчан                                                                  | с. Ластівці                                 | 1967                    | Львівська КСФ                                                    |
| 62   | 722           | Пам'ятний знак на честь воїнів-односельчан                                                                  | с. Лисківці                                 | 1967                    | Львівська КСФ                                                    |
| 63   | 679           | Пам'ятний знак на честь воїнів-односельчан                                                                  | с. Лісківці                                 | 1967                    | Львівська КСФ                                                    |
| 64   | 780           | Пам'ятний знак на честь воїнів-односельчан                                                                  | с. Лучки                                    | 1965                    | місцеві майстри                                                  |
| 65   | 725           | Пам'ятний знак на честь воїнів-односельчан                                                                  | с. Малинівці                                | 1968                    | місцеві майстри                                                  |
| 66   | 726           | Пам'ятний знак на честь воїнів-односельчан                                                                  | с. Малозалісся                              | 1968                    | місцеві майстри                                                  |
| 67   | 727           | Пам'ятний знак на честь воїнів-односельчан                                                                  | с. Мілівці                                  | 1950                    | місцеві майстри                                                  |
| 68   | 1630          | Будинок, в якому народився і де пройшли дитячі та юнацькі роки Героя Радянського Союзу Л. В. Тручака        | с. Нагоряни                                 | Кінець Х!Х- поч..ХХ1966 | місцеві майстри                                                  |
| 69   | 2104          | Пам'ятний знак на честь воїнів-односельчан та Пам'ятний знак на честь Героя Радянського Союзу Л. В. Тручака | с. Нагоряни                                 | 1964 заміна 1990        | Кооператив «Кольори» Автор В. К. Антонюк                         |
| 70   | 1757          | Пам'ятний знак на честь військових частин                                                                   | с. Нагоряни                                 | 1974                    | Косівська філія побутового комбінату Івано- Франківської області |
| 71   | 680           | Меморіальний комплекс: Пам'ятний знак на честь воїнів-односельчан Братська могила радянських воїнів         | с. Нефедівці                                | 1965 1947 заміна 1991   | місцеві майстри                                                  |
| 72   | 729           | Пам'ятний знак на честь воїнів-односельчан                                                                  | с. Ніверка                                  | 1965                    | місцеві майстри                                                  |
| 73   | 2262          | Пам'ятний знак на честь відміни кріпацтва                                                                   | с. Нігин                                    | 1911                    | місцеві майстри                                                  |
| 74   | 730           | Пам'ятний знак на честь воїнів-односельчан                                                                  | с. Нігин                                    | 1965                    | місцеві майстри                                                  |
| 75   | 681           | Братська могила радянських воїнів                                                                           | с. Нігин                                    | 1946                    | Львівська КСФ                                                    |
| 76   | 1764          | Пам'ятний знак на честь воїнів-односельчан                                                                  | с. Оленівка                                 | 1984                    | Київське ХВО «Художник»                                          |
| 77   | 682           | Меморіальний комплекс: Пам'ятний знак на честь воїнів-односельчан, Братська могила радянських воїнів        | с. Оринин                                   | 1956 заміна 1985        | Львівська КСФ                                                    |
| 78   | 1632          | Будинок, де розміщувався штаб 4-ї танкової армії                                                            | с. Оринин вул. І.Качура                     | 1974                    | місцеві майстри                                                  |
| 79   | 1759          | Пам'ятний знак на честь військових частин                                                                   | с. Оринин                                   | 1974                    | Косівська філія побутового комбінату Івано-Франківської області  |
| 80   | 731           | Пам'ятний знак на честь воїнів-односельчан                                                                  | с. Острівчани                               | 1965                    | Львівська КСФ                                                    |
| 81   | 732           | Меморіальний комплекс: Пам'ятний знак на честь воїнів-односельчан, Братська могила радянських воїнів        | с. Панівці                                  | 1965                    | Львівська КСФ                                                    |
| 82   | 683           | Меморіальний комплекс: Пам'ятний знак на честь воїнів-односельчан, Братська могила радянських воїнів        | с. Параївка                                 | 1958                    | Львівська КСФ                                                    |
| 83   | 733           | Пам'ятний знак на честь воїнів-односельчан                                                                  | с. Патринці                                 | 1966                    | місцеві майстри                                                  |
| 84   | 734           | Меморіальний комплекс Пам'ятний знак на честь воїнів-односельчан, Братська могила радянських воїнів         | с. Підпилип'я                               | 1966                    | Львівська КСФ                                                    |
| 85   | 1761          | Пам'ятний знак на честь військових частин                                                                   | с. Підпилип'я                               | 1974                    | Косівська філія побутового комбінату Івано-Франківської області  |
| 86   | 735           | Пам'ятний знак на честь воїнів-односельчан                                                                  | с. Подільське                               | 1965                    | Львівська КСФ                                                    |
| 87   | 736           | Пам'ятний знак на честь воїнів-односельчан                                                                  | с. Подоляни                                 | 1971 заміна 1978        | Львівська КСФ                                                    |
| 88   | 737           | Пам'ятний знак на честь воїнів-односельчан                                                                  | с. Привороття                               | 1965                    | Львівська КСФ                                                    |
| 89   | 738           | Пам'ятний знак на честь воїнів-односельчан                                                                  | с. Пудлівці                                 | 1965                    | місцеві майстри                                                  |
| 90   | 739           | Пам'ятний знак на честь воїнів-односельчан                                                                  | с. Рихта                                    | 1967                    | Львівська КСФ                                                    |
| 91   | 666           | Меморіальний комплекс: Пам'ятний знак на честь воїнів-односельчан, Братська могила радянських воїнів        | с. Ріпинці                                  | 1952 заміна 1987        | Львівська КСФ                                                    |
| 92   | 740           | Пам'ятний знак на честь воїнів-односельчан                                                                  | с. Рогізна                                  | 1968                    | Львівська КСФ                                                    |
| 93   | 1722          | Пам'ятник трудової діяльності                                                                               | с. Руда                                     | -                       | місцеві майстри                                                  |
| 94   | 741           | Пам'ятний знак на честь воїнів-односельчан                                                                  | с. Руда                                     | 1965                    | місцеві майстри                                                  |
| 95   | 742           | Пам'ятний знак на честь воїнів односельчан                                                                  | с. Рункошів                                 | 1964                    | місцеві майстри                                                  |
| 96   | 2094          | Пам'ятний знак на честь воїнів-односельчан                                                                  | селище Сахкамінь                            | 1987                    | місцеві майстри                                                  |
| 97   | 743           | Пам'ятний знак на честь воїнів-односельчан                                                                  | с. Слобідка- Кульчієвецька                  | 1980                    | Львівська КСФ                                                    |
| 98   | 744           | Пам'ятний знак на честь воїнів-односельчан                                                                  | с. Слобідка-Малиновецька                    | 1965                    | місцеві майстри                                                  |
| 99   | 745           | Пам'ятний знак на честь воїнів-односельчан                                                                  | с. Слобідка-Рихтівська                      | 1965                    | Львівська КСФ                                                    |
| 100  | 746           | Пам'ятний знак на честь воїнів-односельчан                                                                  | с. Сокіл                                    | 1969 заміна             | Львівська КСФ                                                    |
| 101  | 747           | Пам'ятний знак на честь воїнів-односельчан                                                                  | с. Станіславівка                            | 1968 заміна 1988        | місцеві майстри                                                  |
| 102  | 2270          | Братська могила жертв фашизму                                                                               | 1 км на північний схід від смт. Стара Ушиця | 1975                    | місцеві майстри                                                  |
| 103  | 685           | Меморіальний комплекс: Пам'ятний знак на честь воїнів-односельчан, Братська могила радянських воїнів        | смт. Стара Ушиця                            | 1949 заміна 1983        | Київське ХВО «Художник»                                          |
| 104  | 748           | Пам'ятний знак на честь воїнів-односельчан                                                                  | с. Субіч                                    | 1967                    | місцеві майстри                                                  |
| 105  | 749           | Пам'ятний знак на честь воїнів-односельчан                                                                  | с. Супрунківці                              | 1965                    | Львівська КСФ                                                    |
| 106  | 2101          | Пам'ятний знак на честь воїнів-односельчан                                                                  | с. Суржа                                    | 1987                    | місцеві майстри                                                  |
| 107  | 750           | Пам'ятний знак на честь воїнів-односельчан та жертв фашизму                                                 | с. Тарасівка                                | 1971 заміна 1981        | Київське ХВО «Художник» автор — В. В. Походонько                 |
| 108  | 751           | Пам'ятний знак на честь воїнів-односельчан                                                                  | с. Устя                                     | 1965                    | місцеві майстри                                                  |
| 109  | 752           | Пам'ятний знак на честь воїнів-односельчан                                                                  | с. Ходорівці                                | 1965                    | Львівська КСФ                                                    |
| 110  | 1763          | Пам'ятний знак на честь військових частин                                                                   | с. Ходорівці                                | 1974                    | Косівська філія побутового комбінату Івано-Франківської області  |
| 111  | 753           | Меморіальний комплекс: Пам'ятний знак на честь воїнів-односельчан, Братська могила радянських воїнів        | с. Цвіклівці                                | 1956                    | Львівська КСФ                                                    |
| 112  | 686           | Братська могила радянських воїнів                                                                           | с. Чабанівка                                | 1957                    | Львівська КСФ                                                    |
| 113  | 754           | Пам'ятний знак на честь воїнів-односельчан                                                                  | с. Чорнокозинці                             | 1965                    | місцеві майстри                                                  |
| 114  | 1744          | Пам'ятний знак на честь транспортування газети «Іскра»                                                      | с. Шустівці                                 | 1984                    | скульптор — А. А. Сарахман                                       |
| 115  | 1760          | Пам'ятний знак на честь військових частин                                                                   | с. Шустівці                                 | 1974                    | місцеві майстри автор — А. Н. Сарахман                           |
| 116  | 755           | Пам'ятний знак на честь воїнів-односельчан                                                                  | с. Шустівці                                 | 1965                    | місцеві майстри                                                  |
| 117  | 2102          | Пам'ятний знак на честь воїнів-односельчан                                                                  | с. Шутнівці                                 | 1965                    | Львівська КСФ                                                    |
| 118  | 757           | Пам'ятний знак на честь воїнів-односельчан                                                                  | с. Яруга                                    | 1965 заміна 1991        | місцеві майстри                                                  |
|      |               | |                                             |                         |                                                                  |